# Prothema cakli
Prothema cakli là một loài bọ cánh cứng trong họ Cerambycidae.